# مدرسة طب جامعة نيويورك
مدرسة طب جامعة نيويورك (بالإنجليزية: New York University School of Medicine)‏ هي إحدى الكليات لتدريس الطب في الولايات المتحدة الأمريكية. تقع في مدينة مانهاتن، نيويورك سيتي في ولاية نيويورك الأمريكية. نوع الشهادة الطبية التي يتم تحصيلها هناك هي دكتور في الطب.

## أساتذة بارزون
- فالنتاين موت: أحد الأساتذة المؤسسين للمدرسة.
- مايكل هايدلبرغر